# Coronel Armando
Luiz Armando Schroeder Reis CavMM (Resende, Rio de Janeiro, 23 de junho de 1957) é um professor, advogado, coronel da reserva do Exército Brasileiro e político filiado ao Progressistas (PP).
Como coronel de infantaria, foi admitido em 2005 pelo presidente Luiz Inácio Lula da Silva à Ordem do Mérito Militar no grau de Cavaleiro ordinário.
Nas eleições de 7 de outubro de 2018 foi eleito deputado federal de Santa Catarina na 56.ª legislatura, pelo Partido Social Liberal (PSL) com 60.069 votos.
Designado Secretário da Proteção e Defesa Civil do Estado de Santa Catarina. 
Associado ao Rotary Club de Joinville-Colon desde 2017 e, anteriormente, do Rotary Club de Tubarão em 1995, colaborando com as atividades humanitárias. 